# 赤澤遼太郎
赤澤 遼太郎（あかざわ りょうたろう、1997年1月11日 - ）は、日本の俳優・タレント。神奈川県出身。

## 来歴
2015年、舞台『CHaCK-UP―Episode.0―』の準惑星エリス人☆エリィ役で俳優デビュー。。その後、『あんさんぶるスターズ! オン・ステージ』や『おそ松さん on STAGE 〜SIX MEN’S SHOW TIME〜』など、2.5次元作品に出演し話題となる。
2019年7月にアーティストグループ「TFG」で歌手としてもデビューしたが、2021年3月26日に行われた『TFG Online Live 2021』をもって同グループから卒業した。
2020年8月31日をもってスペースクラフト・エージェンシーを退社。しばらくフリーとして活動していたが、2021年10月1日よりケイファクトリー所属となる。2025年4月1日よりプレイヤーズエージェンシー所属となる。

## 人物
趣味は野球で、小学校4年生から高校生まで続けていた。
2019年10月1日に自身のInstagramにて明治大学を4年半で卒業したことを明かした。
幼少期は太っていて、「雪見だいふくの2.5次元」と例えている。

## 出演

### 舞台
- アイドルステージシリーズ - 海月璃紅 / 準惑星エリス人☆エリィ役
  - CHaCK-UP-Episode.0-（2015年12月16日 - 20日、紀伊國屋サザンシアター / 12月26日・27日、神戸朝日ホール）[13]
  - アンプラネット（2016年4月30日 - 5月8日、紀伊國屋ホール）[14]
  - E.T.L extra 〜Volume上げてRising★ハイ！スペーストリップに出発だ!〜（2016年10月1日 - 30日、DMM VR THEATER）[15][16]
    - リバイバル上映イベント（2017年7月15日 - 17日 / 2019年10月19日・20日、DMM VR THEATER）[17][18]

  - ミュージカライブ『アンプラネット-ボクの名は-』（2017年6月8日 - 6月18日、紀伊國屋ホール）[19]
  - E.T.L vol.8 〜ボクらのアジトでNATSU☆祭〜 （2017年8月22日 - 8月25日、品川プリンスホテル クラブeX）[20]
  - 2.5次元イベント祭り in AGF2017 RICE on STAGE「ラブ米」×アイドルステージ（2017年11月3日、東京総合美容専門学校 マルチホール）[21]
- あんさんぶるスターズ! オン・ステージ シリーズ - 大神晃牙 役
  - あんさんぶるスターズ! オン・ステージ（2016年6月18日 - 26日、AiiA 2.5 Theater Tokyo）[22]
  - あんさんぶるスターズ!オン・ステージ 〜Take your marks!〜（2017年1月5日 - 29日、AiiA 2.5 Theater Tokyo 他）[23]
  - あんさんぶるスターズ！オン・ステージ 〜To the shining future〜（2018年1月19日 - 2月5日、梅田芸術劇場 シアター・ドラマシティ 他）[24]
  - あんステフェスティバル（2018年9月22日 - 24日、横浜文化体育館 / 2018年9月26日 - 27日、神戸ワールド記念ホール）[25]
  - あんさんぶるスターズ！エクストラ・ステージ 〜Destruction × Road〜（2019年8月22日 - 9月29日、梅田芸術劇場 メインホール 他）[26][27]
- おそ松さん on STAGE 〜SIX MEN’S SHOW TIME〜 - トド松 役[28]
  - おそ松さん on STAGE 〜SIX MEN’S SHOW TIME〜（2016年9月29日 - 10月23日、梅田芸術劇場 シアター・ドラマシティ 他）[28]
  - おそ松さん on STAGE 〜SIX MEN’S SHOW TIME2〜（2018年2月23日 - 3月11日、梅田芸術劇場 メインホール 他）[29]
  - 喜劇「おそ松さん」（2018年11月15日 - 20日、日本青年館ホール / 2018年11月23日 - 25日、京都劇場）[30]
  - 舞台『おそ松さん on STAGE〜SIX MEN'S SHOW TIME 3〜』（2019年11月21日 - 12月8日、あましんアルカイックホール 他）[31]
- 龍よ、狼と踊れ〜 Dragon,Dance with Wolves〜（2017年3月8日 - 20日、CBGKシブゲキ!!） - 主演・ハジメ 役[32]
  - 龍よ、狼と踊れ Dragon,Dance with Wolves 〜草莽の死士〜（2018年3月21日 - 4月1日、紀伊國屋サザンシアター TAKASHIMAYA）[33]
- TRICKSTER〜the STAGE〜（2017年4月12日 - 16日、Zeppブルーシアター六本木） - 井上了 役[34]
- OZMAFIA!!（2017年9月6日 - 10日、全労済ホール / スペース・ゼロ） - ソウ 役[35]
- Live Musical「SHOW BY ROCK!!」 - 神威 役
  - Live Musical「SHOW BY ROCK!!」－深淵のCrossAmbivalence－（2017年10月19日 - 29日、AiiA 2.5 Theater Tokyo）[36]
  - Live Musical「SHOW BY ROCK!!」〜THE FES 2018〜（2018年6月26日 - 27日、Zepp Diver City）[37]
  - Live Musical「SHOW BY ROCK!!」ー狂騒のBloodyLabyrinthー（2018年9月5日、天王洲 銀河劇場） - 日替わりゲスト[38]
- クレスト☆シザーズ（2018年5月10日 - 13日、サンシャイン劇場 / 5月17日 - 19日、サンケイホールブリーゼ） - 主演・新田勇希 役[39]
- RE-INCARNATION RE-COLLECT（2018年12月20日 - 27日、全労済ホール / スペース・ゼロ） - 貂蝉 役[40]
- MANKAI STAGE『A3!』 - 七尾太一 役
  - 〜AUTUMN & WINTER 2019〜（2019年1月31日 - 3月24日、日本青年館ホール 他）[41]
  - 〜AUTUMN 2020〜（2020年1月18日 - 3月1日、品川プリンスホテル ステラボール 他）[42]
  - 〜Four Seasons LIVE 2020〜（2020年9月17日 - 20日、東京ガーデンシアター）[43]
  - Troupe LIVE〜AUTUMN 2021〜（2021年12月8日 - 12日、東京国際フォーラム ホールC）[44]
  - 〜SUMMER 2022〜（2022年7月16日 - 8月21日、TACHIKAWA STAGE GARDEN 他）[45]
  - ACT2! 〜AUTUMN 2022〜（2022年11月4日 - 12月5日、TOKYO DOME CITY HALL 他）[46]
  - ACT2! 〜WINTER 2023〜（2023年1月21日 - 2月26日、TACHIKAWA STAGE GARDEN 他）映像出演[47]
  - ACT2! 〜AUTUMN 2023〜（2023年11月・12月、東京 / 大阪）[48]
  - 〜Four Seasons LIVE 2024〜（2024年10月31日 - 11月4日、東京ガーデンシアター）[49]
  - ACT3! 〜2025〜（2025年3月22日 - 5月10日、KAAT神奈川芸術劇場 ホール）[50]
- ミュージカル『憂国のモリアーティ』 - フレッド・ポーロック 役
  - ミュージカル『憂国のモリアーティ』（2019年5月10日 - 19日、天王洲 銀河劇場 / 5月25日 - 26日、柏原市民文化会館リビエールホール）[51]
  - ミュージカル『憂国のモリアーティ』Op.2 -大英帝国の醜聞-（2020年7月31日 - 8月10日、天王洲 銀河劇場 / 8月14日 - 16日、京都劇場）[52]
  - ミュージカル『憂国のモリアーティ』Op.3 -ホワイトチャペルの亡霊-（2021年8月5日 - 15日に品川プリンスホテル ステラボール / 8月19日 - 22日、サンケイホールブリーゼ）[53]
- 『銀牙-流れ星 銀-』〜絆編〜（2019年7月20日 - 15日、天王洲 銀河劇場 / 7月20日・21日、AiiA 2.5 Theater Kobe） - 赤虎 役[54]
  - 『銀牙-流れ星 銀-』〜牙城決戦編〜（2020年10月22日 - 11月1日、天王洲 銀河劇場）[55]
- 体育教師たちの憂鬱（2020年4月3日 - 19日、シアタートラム） ※公演中止[56]
- 朗読劇 #ある朝殺人犯になっていた（2021年2月4日 - 7日、 こくみん共済 coop ホール / スペース・ゼロ）[57][58]
- BARREL Produce Vol.2「99（ナインティナイン）」（2021年4月7日 - 18日、博品館劇場）[59]
- 演劇調異譚「xxxHOLiC」 - 九軒ひまわり 役
  - 演劇調異譚「xxxHOLiC」（2021年9月17日 - 9月25日、天王洲銀河劇場 / 10月1日 - 3日、京都劇場）[60]
  - 演劇調異譚「xxxHOLiC」-續-（2023年4月7日 - 16日、天王洲 銀河劇場）[61]
  - 演劇調異譚「xxxHOLiC」-續・再-（2025年1月24日 - 2月9日、シアターH / 2月14日 - 16日、SkyシアターMBS）[62]
- 舞台「文豪とアルケミスト 捻クレ者ノ独唱（アリア）」（2022年2月3日 - 13日、シアター1010 / 2月18日 - 20日、森ノ宮ピロティホール） - 主演・徳田秋声 役[63]
- 悪い芝居『愛しのボカン』（2022年3月18日 - 21日、本多劇場） - 主演・明日野不発 役[64][65]
- 演劇ドラフトグランプリ（2022年6月14日、日本武道館）[66]
- 朗読劇「Every Day」（2022年9月24日、ニッショーホール） - 三井晴之 役[67]
- ミュージカル「チェーザレ 破壊の創造者」（2023年1月7日 - 2月5日、明治座） - アンジェロ・ダ・カノッサ 役[68]
- 「マッシュル-MASHLE-」THE STAGE（2023年7月4日 - 11日、東京国際フォーラム ホールC / 7月15日 - 17日、AiiA 2.5 Theater Kobe） - マッシュ・バーンデッド 役[69]
  - 「マッシュル-MASHLE-」THE STAGE 2.5（2024年8月2日 - 12日、天王洲 銀河劇場 / 8月17日 - 19日、AiiA 2.5 Theater Kobe）[70][71]
- ミュージカル「コードギアス 反逆のルルーシュ 正道に准ずる騎士」（2023年9月16日 - 18日、京都劇場 / 9月23日 - 10月1日、サンシャイン劇場） - 主演・枢木スザク 役（W主演）[72][73]
- HIGH CARD the STAGE - CRACK A HAND（2024年1月19日 - 29日、シアター1010） - 主演・フィン・オールドマン 役[74]
- アニマックス朗読劇『坂道のアポロン』（2024年3日6日、9日、草月ホール） - 川渕千太郎 役
- 朗読劇「夢から醒めない夢を見よ。」（4月11日-12日、シアターサンモール）
- 朗読劇「むかしむかしあるところに、死体がありました。」（2024年4月19日、シアター1010）[75]
- 朗読劇「ROOM」（2024年5月16日-26日、こくみん共済 coop ホール／スペース・ゼロ）
- 役替わり朗読劇「5years after」-ver.12-（2024年8月30日 - 9月1日、新国立劇場 小劇場）[76]
- 朗読劇「青野くんに触りたいから死にたい」presented by eeo Stage（2024年9月11日 - 16日、CBGKシブゲキ!!） - 青野龍平 役[77]
- 朗読劇「刻め!秒針よりも速く!!」（2024年11月27日 - 12月1日、シアター・アルファ東京）[78]
- 赤澤遼太郎28歳記念公演 舞台「Fight with Tomato」（2025年5月28日 - 6月1日、六行会ホール）[79]
- 朗読劇「ROOM」2025（2025年7月3日、シアターサンモール）[80]
- 大逆転！戦国武将誉賑（2025年9月20日 - 10月19日〈予定〉、明治座 / 11月8日 - 24日〈予定〉、大阪新歌舞伎座） - 森蘭丸 役[81][82]

### 映画
- 『先生から』『先生の愛人の子』（2019年10月） - 主演・真北直史 役[83]
- シュウカツ５ [就活という名のゲーム]　（2021年8月） - 松本 役[注釈 2][84]
- リモート探偵（2021年12月） - 主演・人徒 改太 役[85]
- MANKAI MOVIE『A3!』〜AUTUMN & WINTER〜（2022年3月） - 七尾太一 役
- アキはハルとごはんを食べたい（2023年6月公開） - 主演・アキ 役（高橋健介とダブル主演）[86]
  - アキはハルとごはんを食べたい 2杯目!（2024年6月14日公開）[87]

### テレビ番組
- 猫のひたいほどワイド（2018年4月 - 2019年3月26日、テレビ神奈川） - 猫の手も借り隊（火曜レギュラー）[88]
- ネプリーグ（2020年11月2日、フジテレビ）[89]

### テレビドラマ
- 悪女（わる）〜働くのがカッコ悪いなんて誰が言った?〜 第3話 - 最終話（2022年4月27日 - 6月15日、日本テレビ） - 是政誠 役[90]
- 仮面ライダーガヴ 第9話・第10話（2024年10月27日・11月10日、テレビ朝日） - ケーキ屋店主 役
- 極道上司に愛されたら（2025年7月23日 - 、MBS・TBS） - 石崎勇人 役[91]

### テレビCM
- ドミノ・ピザ（2022年3月 - ）[92]

### キャンペーン
- 日本郵便 推しレタープロジェクトキャンペーン（2021年2月）[93]
- 俳優・赤澤遼太郎さん×いなげや コラボ企画 推し活応援キャンペーン（2024年9月-11月）

### ラジオ
- 赤澤遼太郎公式チャンネル（fresh、2017年2月 - ）[3]
- あさステ!（2021年1月 - 2023年3月）[94]
- よるステ!（2023年3月 － 2024年9月）

### ネット番組
- 『月刊あんさんぶるスタジオ！』8月号（2018年9月13日、ニコニコ動画）[95]

## ディスコグラフィ

### 映像作品
- メイキングオブにじゅういち（2018年4月25日発売、ワニブックス）[96]
- 赤澤遼太郎 in Phuket（2018年10月3日発売、イーネット・フロンティア）[97]

### その他参加作品
| 発売日        | 商品名                    | 歌         | 楽曲           | 備考                                                       |
| ------------- | ------------------------- | ---------- | -------------- | ---------------------------------------------------------- |
| 2022年9月21日 | CrosSing Collection vol.1 | 赤澤遼太郎 | 「ふたりごと」 | カバーソングプロジェクト『CrosSing - Music＆Voice-』関連曲 |

## 書籍

### 写真集
- 赤澤遼太郎ファースト写真集「にじゅういち」（2018年1月11日発売、ワニブックス、ISBN 978-4-8470-4987-3）[99]
- 赤澤遼太郎セカンド写真集「R with you」（2024年12月4日、KADOKAWA、ISBN 978-4-0460-6406-6）[100]